# Evangeličanska cerkev, Levoča
Evangeličanska cerkev augsburške veroizpovedi v Levoči, (slovaško Evanjelický kostol v Levoči), Slovaška, je luteranska cerkev, ki izvira iz leta 1823 in je nadomestila dve prejšnji, leseni cerkvi.

## Cerkev
Prva luteranska cerkev v mestu je bila lesena členkasta cerkev, zgrajena zunaj mestnega obzidja leta 1688. Ta cerkev je pogorela leta 1709, druga lesena cerkev pa je bila zgrajena leta 1713. Te cerkve so bile na mestu sedanjega evangeličanskega pokopališča mesta.
Po tolerančnem patentu, ki ga je leta 1781 izdal cesar Jožef II., je bilo dovoljeno graditi evangeličanske cerkve znotraj mestnih meja. Od leta 1823 so se zbirala finančna sredstva, tudi od prodaje biblij, natisnjenih v mestu, in cerkev je bila leta 1832 posvečena. Stoji na južnem koncu glavnega mestnega trga, danes imenovanega Trg mojstra Pavla.
Arhitekt cerkve je bil Anton Povolný, ki je zasnoval tudi mestno župansko hišo (Župný dom) (zgrajena 1802-1822), obe v neoklasicističnem slogu. Oblika cerkve je grški križ, nadgrajen s kupolo. Tu so dvoje orgel, baročne iz prve cerkve in večje sodobne orgle. Veliko sliko nad oltarjem, ki prikazuje Kristusa, ki hodi po vodi, je naslikal Jozef Czauczic. Cerkev hrani obsežno zgodovinsko knjižnico.

## Ostale stavbe v Levoči povezane s cerkvijo
S cerkvijo in luteransko skupnostjo mesta je povezanih še nekaj drugih stavb v Levoči.
Semenišče, prav tako na Trgu mojstra Pavla, je bilo prvotno znano kot Hainova hiša in je bilo leta 1796 predano luteranski skupnosti. V 1840-ih je pod privrženci Ľudovíta Štúrja postalo oporišče slovaškega nacionalizma. V stavbi so danes razstavne dvorane Spiškega muzeja v Levoči, lokalne podružnice Slovaškega narodnega muzeja.
Župnišče na ulici Vysoky 1 je bila dana cerkvi leta 1801 in stoletje kasneje temeljito prenovljena. Vsebuje klopi in druge predmete iz nekdanje evangeličanske cerkve v Dvorcah, bližnji vasi, ki je bila uničena v 1950-ih, da bi naredili prostor za vojaško vadišče Javorina.
Bolnišnica in sirotišnica zunaj vzhodnega mestnega obzidja sta zdaj del mestne bolnišnice. Tik južno od stavbe sirotišnice je evangeličansko pokopališče ohranilo svoja vrata iz leta 1722 in vsebuje pravokotno enoladijsko cerkev, zgrajeno leta 1895.